# Gianfranco Comotti
Gianfranco „Franco“ Alessandro Maria Comotti (* 24. Juli 1906 in Brescia; † 10. Mai 1963 in Bergamo) war ein italienischer Automobilrennfahrer. Er war der Ehemann der Rennfahrerin Anna Maria Peduzzi.

## Karriere
Comotti blieb zeit seines Lebens ein Amateurfahrer, was allerdings nichts über seine fahrerischen Qualitäten aussagt. Hauptberuflich war er im Ölgeschäft tätig, und gelegentlich arbeitete er als Testfahrer, als welcher er sehr gefragt war. Für die großen Erfolge im Motorsport fehlte ihm allerdings die Beständigkeit.
Sein erstes Rennen war der Große Preis von Italien 1928 in einem Talbot, danach trat er erst wieder 1932 bis 1935 im Team von Alfa Romeo in Erscheinung. Sein größter Erfolg war der Sieg beim Grand Prix du Comminges 1934. Anschließend war er Testfahrer und Gelegenheitspilot bei Talbot-Lago und Delahaye.
Im Zweiten Weltkrieg war er Informant im deutsch besetzten Norditalien und entging einer Hinrichtung durch die Nationalsozialisten nur knapp. Nach dem Krieg tauchte er noch in Wagen von Maserati und in einem privaten Ferrari auf, konzentrierte sich jedoch immer mehr auf seine Geschäfte, denen er bis zu seinem Tod als BP-Mitarbeiter in Nordafrika nachging.

## Statistik

### Statistik in der Automobil-Weltmeisterschaft

#### Gesamtübersicht
| Saison | Team              | Chassis          | Motor            | Rennen | Siege | Zweiter | Dritter | Poles | schn. Rennrunden | Punkte | WM-Pos. |
| ------ | ----------------- | ---------------- | ---------------- | ------ | ----- | ------- | ------- | ----- | ---------------- | ------ | ------- |
| 1950   | Scuderia Milano   | Maserati 4CLT/50 | Maserati 1.5 L4s | 1      | −     | −       | −       | −     | −                | −      | NC      |
| 1952   | Scuderia Marzotto | Ferrari 166F2    | Ferrari 1.5 V12  | 1      | −     | −       | −       | −     | −                | −      | NC      |
| Gesamt | Gesamt            | Gesamt           | Gesamt           | 2      | −     | −       | −       | −     | −                | −      |         |

#### Einzelergebnisse
| Saison | 1 | 2 | 3  | 4 | 5   | 6   | 7 | 8 |
| ------ | - | - | -- | - | --- | --- | - | - |
| 1950   |   |   |    |   |     |     |   |   |
|        |   |   |    |   | DNA | DNF |   |   |
| 1952   |   |   |    |   |     |     |   |   |
|        |   |   | 12 |   |     |     |   |   |

| Legende  | Legende            | Legende                                                          |
| Farbe    | Abkürzung          | Bedeutung                                                        |
| -------- | ------------------ | ---------------------------------------------------------------- |
| Gold     | –                  | Sieg                                                             |
| Silber   | –                  | 2. Platz                                                         |
| Bronze   | –                  | 3. Platz                                                         |
| Grün     | –                  | Platzierung in den Punkten                                       |
| Blau     | –                  | Klassifiziert außerhalb der Punkteränge                          |
| Violett  | DNF                | Rennen nicht beendet (did not finish)                            |
| Violett  | NC                 | nicht klassifiziert (not classified)                             |
| Rot      | DNQ                | nicht qualifiziert (did not qualify)                             |
| Rot      | DNPQ               | in Vorqualifikation gescheitert (did not pre-qualify)            |
| Schwarz  | DSQ                | disqualifiziert (disqualified)                                   |
| Weiß     | DNS                | nicht am Start (did not start)                                   |
| Weiß     | WD                 | zurückgezogen (withdrawn)                                        |
| Hellblau | PO                 | nur am Training teilgenommen (practiced only)                    |
| Hellblau | TD                 | Freitags-Testfahrer (test driver)                                |
| ohne     | DNP                | nicht am Training teilgenommen (did not practice)                |
| ohne     | INJ                | verletzt oder krank (injured)                                    |
| ohne     | EX                 | ausgeschlossen (excluded)                                        |
| ohne     | DNA                | nicht erschienen (did not arrive)                                |
| ohne     | C                  | Rennen abgesagt (cancelled)                                      |
| ohne     | keine WM-Teilnahme |                                                                  |
| sonstige | P/fett             | Pole-Position                                                    |
| sonstige | 1/2/3/4/5/6/7/8    | Punktplatzierung im Sprint-/Qualifikationsrennen                 |
| sonstige | SR/kursiv          | Schnellste Rennrunde                                             |
| sonstige | *                  | nicht im Ziel, aufgrund der zurückgelegten Distanz aber gewertet |
| sonstige | ()                 | Streichresultate                                                 |
| sonstige | unterstrichen      | Führender in der Gesamtwertung                                   |

### Le-Mans-Ergebnisse
| Jahr | Team         | Fahrzeug     | Teamkollege | Platzierung | Ausfallgrund    |
| ---- | ------------ | ------------ | ----------- | ----------- | --------------- |
| 1938 | Ecurie Bleue | Delahaye 145 | Albert Divo | Ausfall     | Getriebeschaden |